# Alex Friesen
Alexander „Alex“ Friesen (* 30. Januar 1991 in St. Catharines, Ontario) ist ein deutsch-kanadischer Eishockeyspieler, der seit der Juni 2018 bei den Fischtown Pinguins Bremerhaven aus der Deutschen Eishockey Liga (DEL) unter Vertrag steht und dort auf der Position des Centers spielt. Zuvor absolvierte Friesen unter anderem über 330 Spiele in der American Hockey League (AHL).

## Karriere

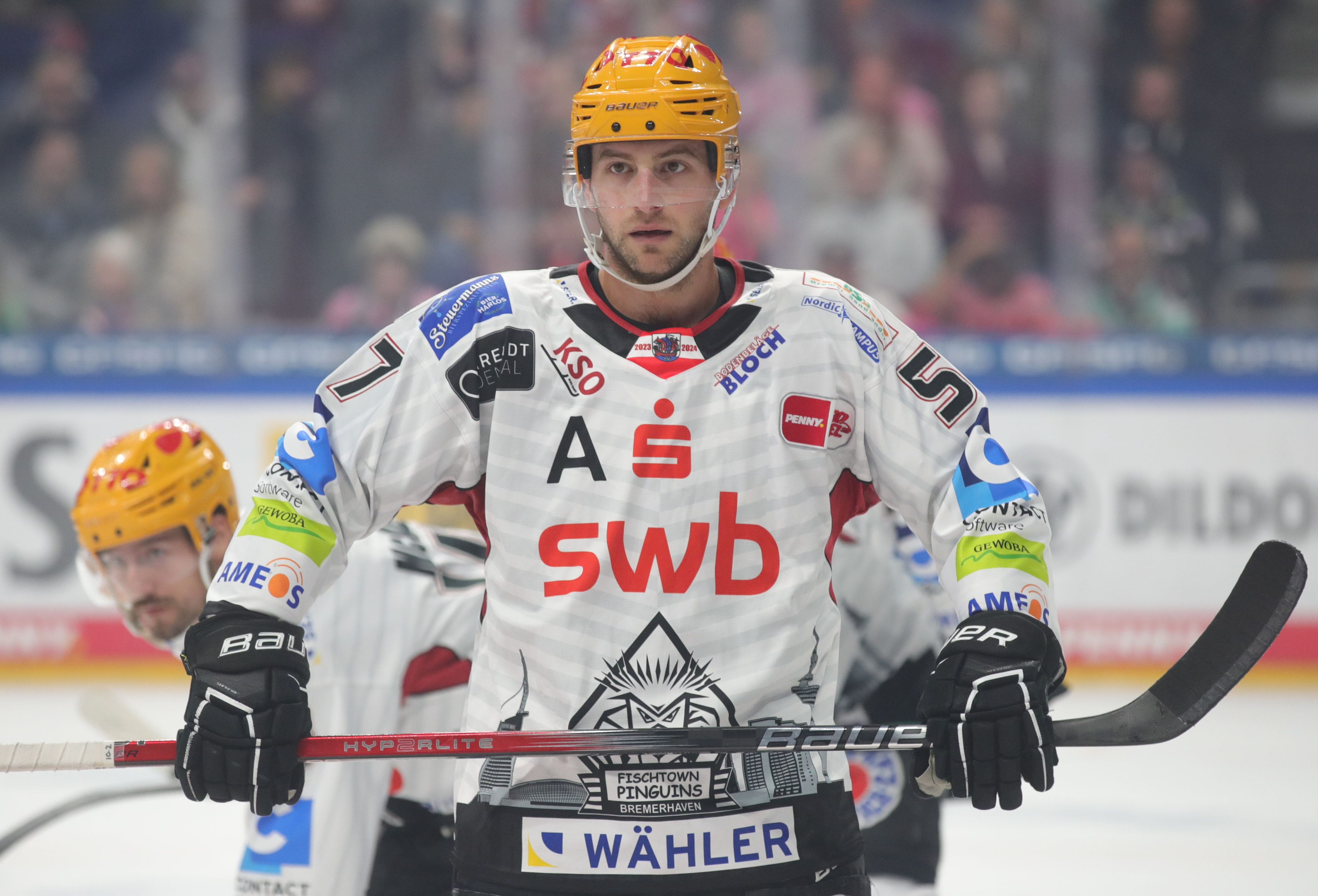
Friesen im Trikot der Fischtown Pinguins Bremerhaven (2023)

Friesen begann seine Karriere bei den Niagara Falls Thunder, wo er für eine Saison spielte. Zur Saison 2007/08 wechselte er zu den Niagara IceDogs und absolvierte 353 Spiele für den Verein in der Ontario Hockey League (OHL). In seiner letzten Saison 2011/12 war er Assistenzkapitän der Mannschaft. Zur Saison 2012/13 zum Beginn seiner Profikarriere verschlug es Alex Friesen in die Vereinigten Staaten, wo er zunächst für die Chicago Wolves in der American Hockey League spielte, ehe er in die ECHL zu den Kalamazoo Wings wechselte. Zur Saison 2013/14 ging Friesen wieder zurück in die AHL und spielte dort für die Utica Comets, die ebenfalls zur Organisation der Kalamazoo Wings und den Vancouver Canucks gehörten. In der Saison 2015/16 bestritt der gebürtige Kanadier auch sein erstes und einziges Spiel in der National Hockey League (NHL) für Vancouver und spielte anschließend weiterhin in der AHL für die Utica Comets. Im Sommer 2016 wechselte Alex Friesen erneut zu den Chicago Wolves in die AHL.
Zur Saison 2017/18 wagte der Kanadier den Schritt nach Europa zum schwedischen Klub Leksands IF aus der zweitklassigen Allsvenskan, nach nur einer Saison wechselte er bereits nach Deutschland zu den Fischtown Pinguins Bremerhaven in die Deutsche Eishockey Liga (DEL). Dort entwickelte sich der Angreifer schnell zu einer festen Größe im Kader und fungierte in der Spielzeit 2022/23 als Mannschaftskapitän. Am Ende der Saison 2023/24 feierte Friesen mit dem Gewinn der Vizemeisterschaft den bis dato größten Erfolg der Bremerhavener Vereinsgeschichte.

## Erfolge und Auszeichnungen
- 2024 Deutscher Vizemeister mit den Fischtown Pinguins Bremerhaven

## Karrierestatistik
Stand: Ende der Saison 2024/25
(Legende zur Spielerstatistik: Sp oder GP = absolvierte Spiele; T oder G = erzielte Tore; V oder A = erzielte Assists; Pkt oder Pts = erzielte Scorerpunkte; SM oder PIM = erhaltene Strafminuten; +/− = Plus/Minus-Bilanz; PP = erzielte Überzahltore; SH = erzielte Unterzahltore; GW = erzielte Siegtore; 1 Play-downs/Relegation; Kursiv: Statistik nicht vollständig)